# جيسيكا مارتن
جيسيكا مارتن (بالإنجليزية: Jessica Martin)‏ هي مغنية بريطانية، ولدت في 25 أغسطس 1962 في سياتل في الولايات المتحدة.

## وصلات خارجية
- جيسيكا مارتن على موقع IMDb (الإنجليزية)
- جيسيكا مارتن على موقع ميوزك برينز (الإنجليزية)
- جيسيكا مارتن على موقع قاعدة بيانات الفيلم (الإنجليزية)